# Élections locales écossaises de 2012 à Moray
Pour un article plus général, voir Élections locales écossaises de 2012.

Les élections locales écossaises de 2012 à Moray se sont tenues le 3 mai 2012.

## Composition du conseil
Majorité absolue : 14 sièges
| Parti        | Sièges  |
| ------------ | ------- |
| SNP          | 10 / 26 |
| Indépendant  | 10 / 26 |
| Conservateur | 3 / 26  |
| Travailliste | 3 / 26  |